# Бадб
Бадб (др.‑ирл. Badb) или Байв (ирл. Badhbh), что означает «боевая ворона», «неистовая», — богиня войны в ирландской мифологии. Вызывает страх и путаницу среди солдат, чтобы битва приобрела благоприятную для неё сторону. Бадб также может появиться до битвы, чтобы предвидеть исход или предсказать смерть важного человека. Своё присутствие она может сопровождать плачем или воплями, что приводит к сравнению с банши.
Со своими сёстрами, Маха и Ананд, Бадб является частью трио богинь, известных как Морриган.

## Этимология
Своё имя богиня получила за то, что согласно преданиям она появляется на поле битвы в виде вороны. Хотя здесь очень трудно провести четкую грань, так как, например, в битве при Маг Туиред этот облик приняла сама Морриган. Известна и другая сага, где именно Бадб, а не Морриган угрожает Кухулину. Образ Бадб смешивается и с образом Немайн. Это, действительно, наталкивает на мысль, что, похоже, сами ирландцы не очень-то различали богинь, что все трое по сути одна богиня.

## «Сильный Холод и Ветер, Высокий Тростник»
Есть интересные упоминания о неком спутнике, с которым видели Бадб. О нём известно очень немного, так как даже в сагах, описывающих его, он немногословен и хмур. Сама Бадб дала своему спутнику имя «Сильный Холод и Ветер, Высокий Тростник». Этот мужчина описывается по-разному, но, пожалуй, его неизменным признаком является то, что он несёт оружие.

## «Злая пророчица»
Есть у божества ещё одно прозвище — Злая пророчица, полученное от предсказаний скорых смертей. Иногда Бадб можно было заметить в образе простой прачки около места ночлега воинов. Если же в одежде, которую она стирала, можно было узнать свою вещь, это говорило о скорой беде. Именно так она и предсказала смерть известному герою Кухулину.